# Sylvirana guentheri
Espèce
Synonymes
- Rana guentheri Boulenger, 1882
- Hylarana guentheri (Boulenger, 1882)
- Rana elegans Boulenger, 1882

Statut de conservation UICN

 LC  : Préoccupation mineure
Sylvirana guentheri est une espèce d'amphibiens de la famille des Ranidae.

## Répartition
Cette espèce se rencontre, :
- en Chine dans les provinces du Sichuan, du Yunnan, du Guizhou, du Hunan, d'Anhui, du Zhejiang, du Jiangsu, du Jiangxi, d'Hubei, du Hunan, du Fujian, du Guangdong, du Guangxi et de Hainan, ainsi qu'à Hong Kong et à Macao ;
- à Taïwan ;
- au Viêt Nam ;
- au Bhoutan.

Elle a été introduite à Guam.

## Description
Les mâles mesurent de 63 à 68 mm et les femelles de 75 à 76 mm.

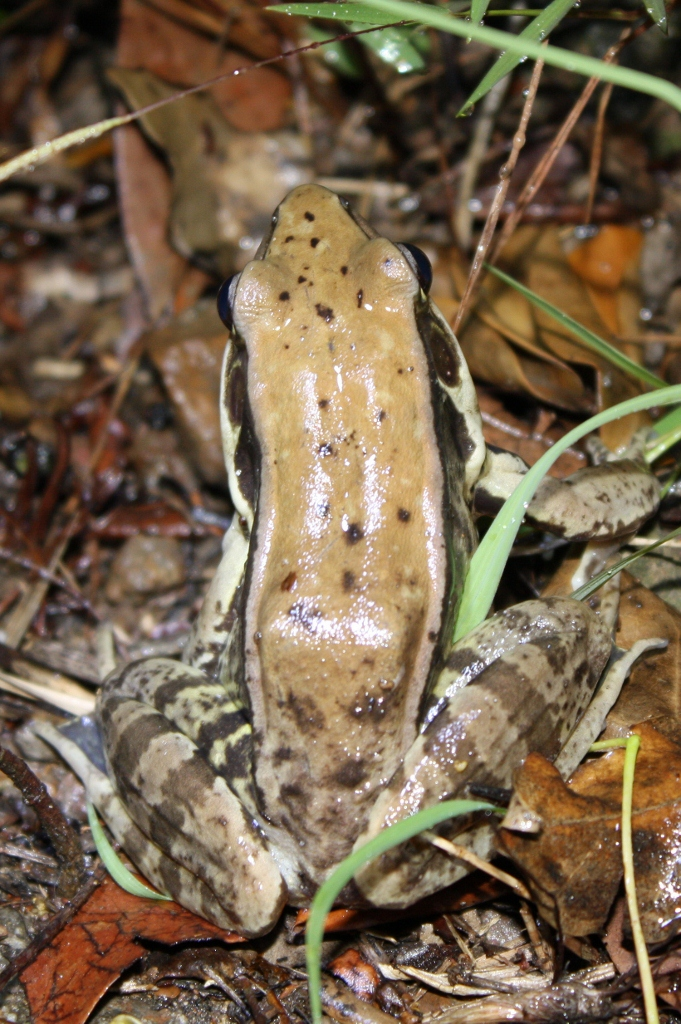
Sylvirana guentheri

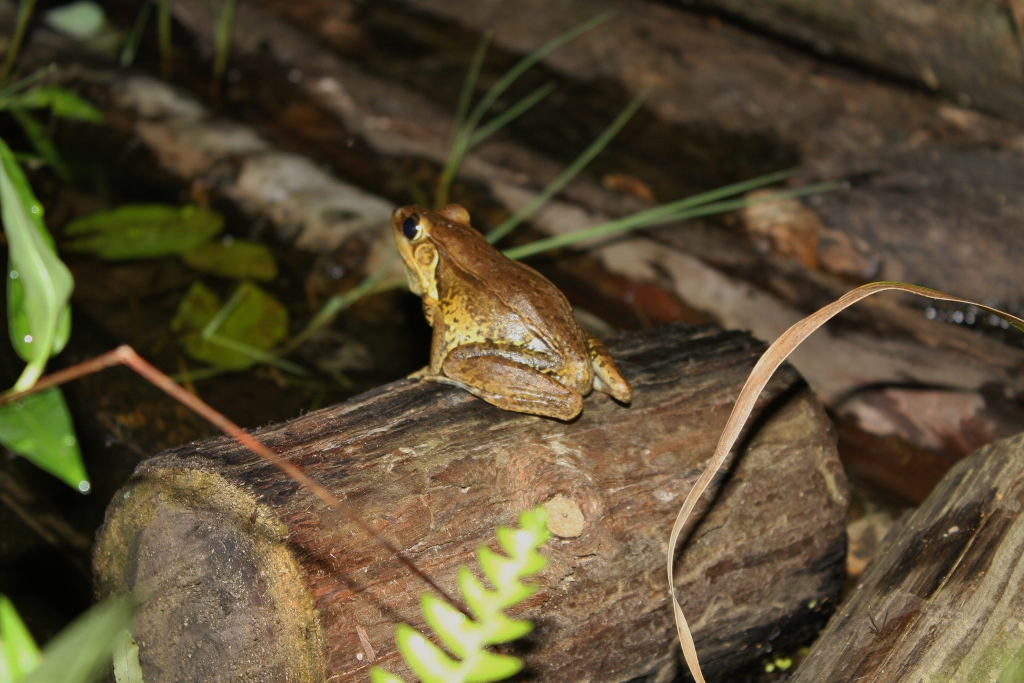
Sylvirana guentheri

Sylvirana guentheri présente une coloration beige avec une rayure plus foncée sur les flancs. Sa peau est lisse. Les tympans sont bien visibles et bordés d'une rayure blanche. Les bourrelets dorsaux sont bien visibles.

## Étymologie
Cette espèce est nommée en l'honneur d'Albert Günther.

## Gastronomie
Sylvirana guentheri fait partie des espèces d'amphibiens consommés au Viêt Nam et sa chair est particulièrement appréciée.

## Publication originale
- Boulenger, 1882 : Catalogue of the Batrachia Salientia s. Ecaudata in the collection of the British Museum, ed. 2, p. 1-503 (texte intégral).